# Kirsten Melkevik Otterbu

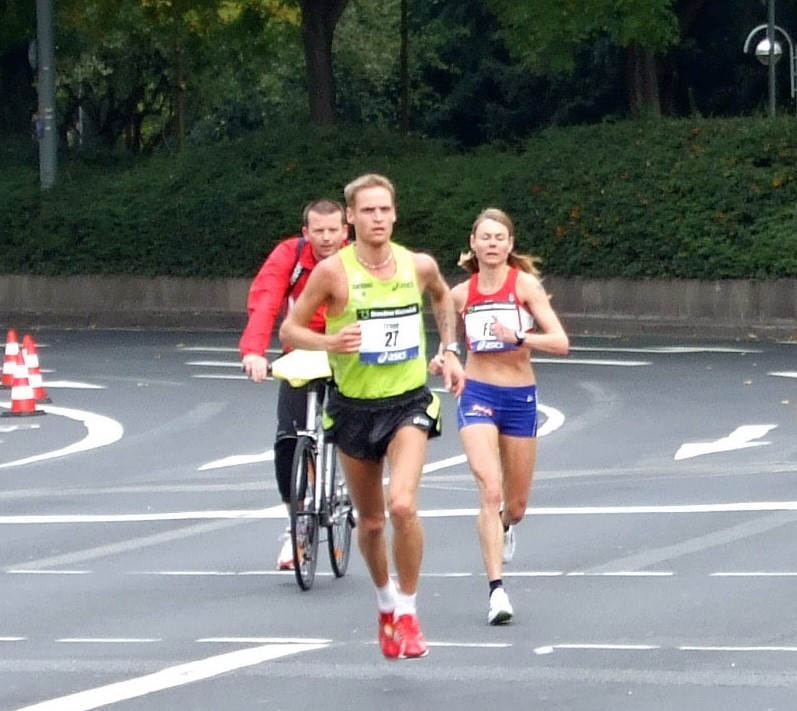
Kirsten Melkevik Otterbu (rechts) beim Frankfurt-Marathon 2007

Kirsten Melkevik Otterbu (* 29. Mai 1970 in Øystese) ist eine norwegische Langstreckenläuferin, die sich auf Marathonläufe spezialisiert hat.
2005 gewann sie die 20 van Alphen, wurde Sechste beim Hamburg-Marathon und belegte bei den Leichtathletik-Weltmeisterschaften in Helsinki den 28. Platz im Marathonlauf. Bei den Leichtathletik-Europameisterschaften 2006 in Göteborg erreichte sie den 13. Platz, bei den Straßenlauf-Weltmeisterschaften 2006 den 31. Platz. Im selben Jahr wurde sie Zweite beim Frankfurt-Marathon.
2007 gewann sie den Göteborgsvarvet sowie den Stockholm-Marathon und belegte beim Frankfurt-Marathon den dritten Rang. Bei den Leichtathletik-Weltmeisterschaften 2007 in Osaka kam sie auf Platz 29 im Marathon. Im folgenden Jahr siegte sie erneut beim Göteborgsvarvet und wurde Fünfte beim Frankfurt-Marathon. Bei den Olympischen Spielen in Peking belegte sie im Marathonlauf Platz 34, bei den Berglauf-Weltmeisterschaften in Sierre wurde sie Vierte und gewann mit Norwegen die Nationenwertung.
Kirsten Melkevik Otterbu ist 1,70 m groß und hat ein Wettkampfgewicht von 52 kg. Sie startet für den Friidrettsklubben BFG Fana.

## Bestleistungen
- 5000 m: 16:00,51 min, 28. Juni 2006, Bergen
- 10.000 m: 32:31,45 min, 25. Mai 2008, Roskilde
- Halbmarathon: 1:10:19 h, 17. Mai 2008, Göteborg
- Marathon: 2:29:12 h, 28. Oktober 2007, Frankfurt am Main